# Horse Lake
Horse Lake är en sjö i Kanada.   Den ligger i provinsen British Columbia, i den södra delen av landet, 3 400 km väster om huvudstaden Ottawa. Horse Lake ligger 991 meter över havet. Arean är 12,0 kvadratkilometer. Den sträcker sig 3,6 kilometer i nord-sydlig riktning, och 12,3 kilometer i öst-västlig riktning.
I omgivningarna runt Horse Lake växer i huvudsak barrskog. Trakten runt Horse Lake är nära nog obefolkad, med mindre än två invånare per kvadratkilometer.